# Zayne Emory
Zayne Emory (McMinnville, 3 de junho de 1998) é um ator e cantor estadunidense.

## Biografia
Zayne Emory nasceu em McMinnville, Oregon em 1998. Nascido em um família de automobilismo, Zayne passou a maior parte de seus anos de infância em pistas de corrida em toda a América. Com 6 Anos de idade, ele começou a correr na Quarter Midget Go-Karts e, rapidamente, encontrou-se com um círculo de vencedores. Depois de uns anos de corridas, Zayne percebeu que sua verdadeira paixão era cantar e representar, e então, não quis mais correr.
Em 2007, Zayne começou a cantar em um coral local "The Yamhill County Singers". Após cerca de 6 meses de desempenho em lares de idosos e eventos locais, ele atuou em sua primeira peça. Zayne ficou o papel principal, como "Tiny Tim" no musical "Scrooge". Após 12 peças, ele recebeu um prêmio de fim de ano de melhor ator criança. Na próxima primavera, Zayne competiu no Campeonato Vocal do estado de Oregon e tornou-se campeão do Oregon State Double Grand Champion. Com paixão, desejo e confiança para continuar a cantar e atuar, Zayne fez o teste para o espectáculo "THE" e foi escolhido para participar de seu próximo evento.
Em agosto de 2008, Zayne assistiu "THE", em Phoenix, AZ, onde conheceu Brad Difley. Um mês depois, Zayne recebeu um telefonema de Brad com um convite para visitar a sua agência em Hollywood. Zayne e seu pai viajaram de McMinnville, OR a Hollywood, CA, onde Zayne realizou um monólogo e havia uma conexão imediata entre Brad e Zayne.
Em 2009, apenas três meses mais tarde de ser chamado para a agência de Brad Difley, Zayne foi moraro em Hollywood com sua mãe e sua irmã mais nova, enquanto seu pai ia para Hollywood todo fim de semana.

## Carreira
Em 2009, Zayne atuou no episódio "Haunted", da série Criminal Minds, como Ryan. Em 2010, atuou em I'm in the Band, como Charles 'Chucky' Albertson. Atuou também em muitas outras séries de televisão.

## Filmografia
| Filmes    | Filmes                      | Filmes                     | Filmes               |
| Ano       | Filme                       | Papel                      | Notas                |
| --------- | --------------------------- | -------------------------- | -------------------- |
| 2009      | Mercy                       | Michael                    | Curta-metragem       |
| 2011      | Crazy, Stupid, Love         | Amigo de Robbie (Eric)     |                      |
| 2012      | Shmagreggie Saves the World | Max                        | Filme para televisão |
| Televisão |                             |                            |                      |
| Ano       | Título                      | Papel                      | Notas                |
| 2009      | Criminal Minds              | Ryan                       |                      |
| 2010      | Desperate Housewives        | Patrick                    |                      |
| 2010      | Ghost Whisperer             | Garoto de máscara de porco |                      |
| 2010      | The Closer                  | Avery Disken               |                      |
| 2010      | I'm in the Band             | Charles 'Chucky' Albertson |                      |
| 2011      | No Ritmo!                   | Howard                     |                      |
| 2011      | CSI: Miami                  | Bobby Nolan                |                      |
| 2011      | Shameless                   | Simon                      |                      |
| 2013      | Programa de Talentos        | Graham                     |                      |
| 2013      | Os Guerreiros Wasabi        | Tad Monaco                 |                      |